# Municipio de Lick Creek (condado de Davis)
El municipio de Lick Creek (en inglés: Lick Creek Township) es un municipio ubicado en el condado de Davis en el estado estadounidense de Iowa. En el año 2010 tenía una población de 865 habitantes y una densidad poblacional de 9,39 personas por km².

## Geografía
El municipio de Lick Creek se encuentra ubicado en las coordenadas 40°51′10″N 92°21′42″O / 40.85278, -92.36167. Según la Oficina del Censo de los Estados Unidos, el municipio tiene una superficie total de 92.1 km², de la cual 91,66 km² corresponden a tierra firme y (0,48 %) 0,44 km² es agua.

## Demografía
Según el censo de 2010, había 865 personas residiendo en el municipio de Lick Creek. La densidad de población era de 9,39 hab./km². De los 865 habitantes, el municipio de Lick Creek estaba compuesto por el 97,46 % blancos, el 0,81 % eran amerindios, el 0,12 % eran asiáticos, el 0,81 % eran de otras razas y el 0,81 % eran de una mezcla de razas. Del total de la población el 1,16 % eran hispanos o latinos de cualquier raza.